# Dacrydium nidulum
Dacrydium nidulum es un especie de conífera perteneciente a la familia Podocarpaceae. Se encuentra en Fiji, Indonesia, y Papúa Nueva Guinea.

## Descripción
Es un árbol que alcanza un tamaño de 10 a 30 m de altura, y 18-50 cm de diámetro. Con numerosas ramitas que forman una densa corona. Las hojas de hasta 2 cm de largo hacia adelante ligeramente curvadas, aguda, triangulares en sección transversal, de 0.2 mm de ancho y menos gruesas. Los conos de polen de 8-18 mm de largo y 1 a 1,6 mm de diámetro.

## Taxonomía
Dacrydium nidulum fue descrita por David John de Laubenfels y publicado en Journal of the Arnold Arboretum 50: 292–295. 1969.
Sinonimia
- Corneria nidula (de Laub.) A.V.Bobrov & Melikyan
- Dacrydium nidulum var. vitiensis Silba[4]